# Corpus Vasorum Antiquorum
Das Corpus Vasorum Antiquorum (abgekürzt CVA) ist ein internationales Forschungsprojekt zur Erforschung und Publikation antiker Keramik.
Das Corpus Vasorum Antiquorum geht auf die Initiative des französischen Archäologen Edmond Pottier zurück, der ein erstes vorbereitendes Treffen 1919 in Paris veranstaltete. Es wurde beschlossen, Keramik nach einheitlichen Richtlinien in einem Corpus gesammelt zu publizieren. Der erste Band, Louvre, fasc. 1, von Pottier erschien 1922. Zunächst fanden sich sechs Partnerländer zusammen, heute gehören dem Projekt 26 Länder an. Jedes Land ist für die Publikationen in seinem Wirkungsbereich verantwortlich. Die Union Académique Internationale in Brüssel, deren ältestes Projekt das CVA ist, hat das Patronat für das Gesamtunternehmen übernommen, geleitet wird das CVA traditionell von einem französischen Wissenschaftler; derzeitige Leiterin ist Juliette de La Genière. Die deutschen Bände, das Corpus Vasorum Antiquorum Deutschland, werden von der Kommission für das Corpus Vasorum Antiquorum der Bayerischen Akademie der Wissenschaften in München betreut. Die österreichischen Bände, das Corpus Vasorum Antiquorum Österreich, werden von der Österreichischen Akademie der Wissenschaften betreut. Die Schweiz wird an der Schweizerischen Akademie der Geistes- und Sozialwissenschaften (Leitung Christoph Reusser) koordiniert. Aufgenommen werden derzeit nur öffentlich zugängliche Sammlungen in Museen.

## Leitung
Direktoren des Unternehmens waren bislang:
- 1922–1934: Edmond Pottier
- 1935–1954: Alfred Merlin
- 1954–1957: Charles Dugas
- 1958–1980: Pierre Devambez
- 1980–1988: François Villard
- 1988–2002: Henri Metzger
- seit 2002: Juliette de La Genière

## Publikationen
Das CVA publiziert antike griechische, italische und zypriotische Tongefäße vom 7. Jahrtausend v. Chr. bis zur Spätantike nach Ländern und Museen aufgeteilt in einzelnen Faszikeln. Der ursprüngliche Plan einer Publikation aller Keramik des mediterranen Raumes, Europas, des vorderen und mittleren Orients wurde 1956 aufgrund der offensichtlichen Undurchführbarkeit fallen gelassen. Der ursprüngliche Plan, auch alle Keramik prähistorischer und altorientalischer Kulturen aufzunehmen, wurde in den 1940er Jahren wegen der fehlenden Aussicht auf eine Realisierbarkeit aufgegeben. 
Bis heute sind so weit über 100.000 Stücke aus 28 Ländern und mehr als 150 Sammlungen in etwa 395 Bänden beschrieben worden. Davon sind einschließlich drei Bänden der DDR 112 Bände für deutsche Sammlungen publiziert worden (Stand 2021, siehe Corpus Vasorum Antiquorum Deutschland). Seit 2004 sind der Text und die Abbildungen aller bis dahin erschienenen Bände des CVA auch als Datenbank im Internet frei verfügbar. Publikationssprachen sind Englisch, Französisch, Deutsch und Italienisch; ein griechischer Antrag, auch auf Griechisch zu publizieren, wurde  abgelehnt. Der Band Marathon Museum erschien 2001 dennoch in neugriechischer Sprache mit einem knappen, listenartigen „English Summary“. Waren die Bände zunächst aus losen kartonierten Bildtafeln und einem dazugehörigen Begleitheft zusammengesetzt, werden einzelne Bände mittlerweile in gebundener Buchform publiziert. 
Für die Aufnahme in die Bände müssen Vasen bestimmte Voraussetzungen erfüllen, die häufig zu einer neuen Restaurierung führen. So müssen Vasenfragmente erkennbar und unterscheidbar von modernen Ergänzungen sein. Eine Vase wird zuerst in ihrem Zustand beschrieben, es folgt eine ikonografische Deutung und wenn möglich die Zuweisung an Malerhände oder Werkstätten. Hierzu gehört auch eine zeichnerische und fotografische – seit den 2010er Jahren auch zum Teil farbige – Dokumentation. Der letzte Schritt in der Dokumentation durch das CVA ist eine chronologische Einordnung.

## Naturwissenschaftliche und digitale Methoden
Für die Aufnahmen der Gefäßformen wurde 2006 erstmals für das CVA ein 3D-Scanner vom Arbeitskreis in Österreich eingesetzt und bildet damit die Grundlage für die zuletzt erschienenen österreichischen Bände. Dafür wurden mit dem GigaMesh Software Framework aus den hoch-aufgelösten 3D-Daten alle Profilschnitte und mehrere Abrollungen als Grundlage für die Abbildungen berechnet. Das österreichische CVA-Teilprojekt ist bisher das Einzige, das naturwissenschaftliche und digitale Methoden einsetzt.

## Teilnehmende Staaten
| Staat                  | Verantwortliche Institution                                             | aktueller Leiter          | bisherige Bände | erster Band | letzter Band | Anmerkungen | Wikipedia-Link   |
| ---------------------- | ----------------------------------------------------------------------- | ------------------------- | --------------- | ----------- | ------------ | --- | ---------------- |
| Australien             |                                                                         | Margaret C. Miller        | 2               | 2008        | 2014         | | CVA Australien   |
| Belgien                | Académie royale des Sciences, des Lettres et des Beaux-Arts de Belgique | Athena Tsingarida         | 3               | 1926        | 1949         | | CVA Belgien      |
| Dänemark               |                                                                         | Bodil Bundgaard Rasmussen | 10              | 1925        | 2004         | | CVA Dänemark     |
| Deutschland            | Bayerische Akademie der Wissenschaften                                  | Paul Zanker               | 112             | 1938        | 2024         | dazu bislang neun Beihefte; unter den 112 Bänden sind ein österreichischer Band und sechs Bände der DDR                               | CVA Deutschland  |
| DDR                    | Akademie der Wissenschaften der DDR                                     |                           | 3               | 1972        | 1990         | zwischen 1959 und 1968 erschienen sechs Bände in der gesamtdeutschen Reihe; nach 1990 wieder fortgesetzt in der gesamtdeutschen Reihe | CVA Deutschland  |
| Finnland               |                                                                         | Leena Pietilä-Castrén     | 1               | 2003        | 2003         | | CVA Finnland     |
| Frankreich             | Académie des inscriptions et belles-lettres                             |                           | 43              | 1923        | 2017         | 2020 erschien ein Beiheft (Cahiers du Corpus Vasorum Antiquorum)                                                                      | CVA Frankreich   |
| Griechenland           |                                                                         | Maria Pipili              | 16              | 1930        | 2023         | | CVA Griechenland |
| Irland                 |                                                                         |                           | 1               | 2001        | 2001         | | CVA Irland       |
| Italien                | Unione accademica nazionale                                             | Luigi M. Todisco          | 88              | 1925        | 2024         | 1974 und 1999 erschienen Beihefte | CVA Italien      |
| Japan                  | Japanische Akademie der Wissenschaften                                  | Akira Mizuta              | 2               | 1981        | 1991         | | CVA Japan        |
| Jugoslawien            |                                                                         |                           | 4               | 1934        | 1979         | wird vom CVA Serbien fortgesetzt | CVA Jugoslawien  |
| Kanada                 |                                                                         |                           | 1               | 1981        | 1981         | | CVA Kanada       |
| Kroatien               |                                                                         |                           | 1               | 2008        | 2008         | | CVA Kroatien     |
| Neuseeland             |                                                                         | Dick Green                | 1               | 1979        | 1979         | | CVA Neuseeland   |
| Niederlande            | Koninklijke Nederlandse Akademie van Wetenschappen                      | Ruurd B. Halbertsma       | 12              | 1927        | 2009         | | CVA Niederlande  |
| Norwegen               |                                                                         | Axel Seeberg              | 2               | 1964        | 2000         | | CVA Norwegen     |
| Österreich             | Österreichische Akademie der Wissenschaften                             | Andreas Pülz              | 8               | 1951        | 2020         | Der erste Band zum heutigen Österreich erschien 1942 im Rahmen des CVA Deutschland; seit 2013 erschienen zudem drei Beihefte.         | CVA Österreich   |
| Polen                  | Polska Akademia Umiejętności                                            | Ewdoksia Papuci-Władyka   | 11              | 1932        | 2012         | | CVA Polen        |
| Rumänien               |                                                                         | Lucia Marinescu           | 2               | 1965        | 1968         | | CVA Rumänien     |
| Russland               |                                                                         | Olga Tugeschewa           | 22              | 1996        | 2021         | | CVA Russland     |
| Schweden               |                                                                         | Charlotte Scheffer        | 5               | 1980        | 2020         | | CVA Schweden     |
| Schweiz                | Schweizerische Akademie der Geistes- und Sozialwissenschaften           | Christoph Reusser         | 11              | 1962        | 2021         | | CVA Schweiz      |
| Serbien und Montenegro |                                                                         |                           | 1               | 2004        | 2004         | setzt das CVA Jugoslawien fort | CVA Serbien      |
| Spanien                |                                                                         | Ricardo Olmos             | 6               | 1930        | 1987         | | CVA Spanien      |
| Tschechische Republik  |                                                                         | Marie Dufková             | 4               | 1978        | 2000         | einschließlich der durch die tschechische Reihe fortgesetzten tschechoslowakischen Bände                                              | CVA Tschechien   |
| Türkei                 |                                                                         |                           | 1               | 2009        | 2009         | | CVA Türkei       |
| Ungarn                 |                                                                         |                           | 4               | 1981        | 2023         | | CVA Ungarn       |
| Vereinigtes Königreich | British Academy                                                         | Thomas Mannack            | 25              | 1925        | 2010         | | CVA UK           |
| Vereinigte Staaten     | Archaeological Institute of America                                     | John H. Oakley            | 40              | 1926        | 2019         | | CVA USA          |
| Zypern                 |                                                                         | Vassos Karageorghis       | 2               | 1963        | 1965         | | CVA Zypern       |